# Karl Alexander von Burchtorff
Karl Alexander von Burchtorff (* 16. Mai 1822 in Regensburg; † 11. Dezember 1894 in München) war Regierungspräsident von Oberfranken von 1876 bis 1893.

## Leben
Karl Alexander von Burchtorff kam am 16. Mai 1822 in Regensburg zur Welt. Sein Vater war Stallmeister der Fürsten von Thurn und Taxis. Nach dem Besuch des Gymnasiums in Regensburg studierte er Rechtswissenschaften von 1839 bis 1844 an der Universität München und wurde dort Mitglied des Corps Franconia. Nach dem Studium erlangte er 1851 die Ernennung zum Ersten Sekretär des Innenministeriums und setzte seine berufliche Laufbahn 1853 beim Landgericht in Sulzbach als Erster Assessor fort. 1856 wurde er Landrichter am Landgericht Schillingsfürst. Im selben Jahr wurde er in gleicher Funktion nach Brückenau versetzt. 1864 kam er als Regierungsrat an die Regierung von Schwaben, von wo er 1867 auf die Position des Polizeidirektors der Stadt München wechselte, die er bis 1873 innehatte. Im gleichen Jahr wurde er Regierungsdirektor in Oberbayern. Seine Karriere beschloss Burchtorff als Regierungspräsident von Oberfranken; ab 1876 leitete er in dieser Funktion siebzehn Jahre die Regierungsgeschäfte in Bayreuth, bis er 1893 in den Ruhestand verabschiedet wurde. Zuvor wurde er am 16. Mai 1892 zu seinem siebzigsten Geburtstag durch die Verleihung der Ehrenbürgerwürde der Stadt Bayreuth ausgezeichnet. Unter den zahlreichen Gaben zu seinem Ehrentag befand sich auch ein silbernes Wappenplateau mit der Gravur des Burchtorffschen Wappens und der Widmungsumschrift „Das Kreisecomité und die Bezirkscomités des Landwirtschaftlichen Vereins in Oberfranken dem 1. Vorstande des Kreiscomités Seiner Exzellenz kgl. Regierungs Präsidenten Herrn K. A. v. Burchtorff zum 70. Geburtsfeste am 16. Mai 1892“.
Als er in den Ruhestand getreten war, zog er sich nach München zurück, wo er am 11. Dezember 1894 verstarb.